# Pelgrimsstraat
De Pelgrimsstraat is een straat in de Nederlandse stad Rotterdam. De straat is gelegen in de buurt Schiemond, die onderdeel is van de wijk Delfshaven-Schiemond en het stadsdeel Delfshaven.
De straatnaam is op 12 november 1982 vastgesteld en verwijst naar de Pilgrim Fathers. In de nabijheid waren er al eerder straten met deze naam, zoals de Pelgrimskade (1892-1949) en de Pelgrimsdwarsstraat (1912-1987). De Pelgrimsstraat ligt samen met de Havenstraat en Westzeedijk op de dijk die van Delfshaven een binnenhaven maakte.
De straat telt 197 huizen. De oudste woning is gebouwd in 1890 en er staat één rijksmonument, te weten het voormalige gebouw van N.V. Handelsmaatschappij W.B. Diepeveen & Co. uit 1929-1930, een laat werk van de architect Willem Kromhout met een opvallende, dertig meter hoge toren.
Op 2 juni 1989 kwam een korte verlenging van tram 9 van de Westzeedijk naar de Pelgrimsstraat in gebruik waarbij de eindlus op het Hudsonplein verviel en werd opgebroken. Op 28 augustus 2000 elf jaar later werd tram 9 opgeheven en werd het traject niet meer in de reguliere dienst gebruikt, behalve bij omleidingen.  